# Даса-Зуме
Даса-Зуме (фр. Dassa-Zoumè) — город и центр коммуны в центральной части Бенина, административный центр департамента Коллин.
Административным центром департамента Коллин Даса-Зуме стал с 22 июня 2016 года, до того столицей департамента был г. Савалу.
Лежит на невысоком плато, ограниченным с севера горами Савалу и Даса-Зуме. Описывается, как город на 41 холмах.
Расположен на железнодорожной линии соединяющей Параку с Котону, примерно, в 30 км к юго-востоку от Савалу.
Коммуна занимает площадь 1711 км². По состоянию на 2013 год население составляло 112 118 человек. В 2002 году население было 93 967 человек.	
Многие жители говорят на диалекте иджеша языка йоруба.
Основан в XII веке. Город известен как место паломничества. Считается одним из самых крупных и наиболее организованных мест для туризма. Фактически, ежегодно в августе Даса-Зуме становится крупнейшим туристическим центром Бенина, когда тысячи католических паломников спускаются к гроту недалеко от города, где, как говорят, когда-то произошло явление Девы Марии. В дополнение к христианским святыням на холмах есть много духов религии вуду. Туристы здесь могут увидеть дикую африканскую природу в виде бегемотов.

## Достопримечательности
Главной достопримечательностью города является огромная базилика, расположенная в 10 минутах ходьбы к югу от центра по дороге в Бохикон. Построенная рядом с гротом, где в 1954 году, как говорят, чудесным образом явилась статуя Девы Марии, базилика была впервые открыта в 2002 году. За гротом тропа вьется в холмы мимо 14 установленных крестов, каждый из которых отмечен небольшой статуей.
Верующие приезжают сюда со всей Западной Африки и даже Европы. Во время христианских религиозных праздников базилика и прилегающая территория заполняются десятками тысяч паломников. В 2002 году папа Иоанн Павел II во время паломничества в Африку, провёл здесь мессу.